# Dicranocnemus mendicus
Dicranocnemus mendicus är en skalbaggsart som beskrevs av Louis Albert Péringuey 1902. Dicranocnemus mendicus ingår i släktet Dicranocnemus och familjen Melolonthidae. Inga underarter finns listade i Catalogue of Life.